# Mattias Olsson (réalisateur)
Pour les articles homonymes, voir Mattias Olsson.
Ne doit pas être confondu avec Mattias Olsson (musicien).
Mattias Olsson (né le 21 juin 1977 à Ystad dans le comté de Malmöhus) est un réalisateur suédois.

## Biographie
Mattias Olsson a grandi à Karlskrona.

## Filmographie
- 2007 : Koffein (sv)
- 2011 : Gone